# Palacio municipal de Plasencia
El Palacio Municipal es un edificio en la ciudad española de Plasencia, en la provincia de Cáceres. Sede del Ayuntamiento del municipio, se halla situado en la Plaza Mayor.

## Descripción
El actual edificio es una reconstrucción historicista, que llevó a cabo el arquitecto José Manuel González Valcárcel en 1966, basándose para ello en el edificio de estilo renacentista que proyectara Juan de Álava en el año 1523, a quien los regidores exigían que se hiciera con portales y corredores.
En su parte izquierda tiene una doble arcada renacentista con el escudo de Carlos I de España. Sobre el otro lado hay una torre-campanario en la que se encuentra el símbolo de la ciudad: el Abuelo Mayorga, un autómata que se encarga de dar las horas a la población.
En su interior se puede admirar la puerta de la Capilla y el Archivo de 1569, así como la inscripción conmemorativa de la toma de Granada por los Reyes Católicos, que estuvo situada sobre la puerta de Talavera hasta la destrucción de esta.